# Jack Knight
John "Jack" Lambert Knight – australijski zapaśnik walczący w stylu wolnym. Złoty medalista igrzysk wspólnoty narodów w 1934 i 1938 roku.